# Renee Godfrey
Renee Godfrey, nata Renee Vera Haal (New York, 1º settembre 1919 – Los Angeles, 24 maggio 1964), è stata un'attrice statunitense.

## Vita privata
Nel 1941 sposò l'attore e regista inglese Peter Godfrey.

## Filmografia parziale

### Cinema
- Highways by Night, regia di Peter Godfrey (1942)
- Terrore nella notte (Terror by Night), regia di Roy William Neill (1946)
- ...e l'uomo creò Satana (Inherit the Wind), regia di Stanley Kramer (1960)

### Televisione
- The Star and the Story – serie TV, episodio 2x06 (1956)
- Buffalo Bill, Jr. - serie TV, 2 episodi (1956)
- Carovane verso il West (Wagon Train) - serie TV, 5 episodi (1961-1963)
- L'ora di Hitchcock (The Alfred Hitchcock Hour) – serie TV, episodio 1x05 (1962)